# 田代町 (鹿児島県)
田代町（たしろちょう）は、鹿児島県（離島を除く地域）の南東部、大隅半島南部の内陸部にあった町。肝属郡に属し、景勝地「花瀬」を有することで著名であった。
いわゆる平成の大合併により2005年3月22日に大根占町と合併し、錦江町の一部となった。当項目では必要に応じて、錦江町の田代地域の現況についても触れる。

## 地理
大隅半島南部の内陸部に位置し、東西約12km、南北約11kmに及ぶ。総面積は77.81平方キロメートルである。大根占町（現在の錦江町役場）までは約9.6 km、大隅半島の拠点都市である鹿屋市までは約30.9 km、県庁所在地の鹿児島市まで約62kmの距離にある。
町域の大部分が標高500-900m台の肝属山地（国見連山）に囲まれ、さらに中央部を標高500m台の支脈が通り、南北に盆地を形成している。北側の盆地を麓盆地、南側の盆地を大原盆地と呼ぶ。主な山としては北東部に荒西山 (833.7m)、南部に稲尾岳 (959m) がある。稲尾岳周辺には照葉樹林帯が広がり、国の天然記念物に指定されている。
主な河川としては雄川（花瀬川とも呼称）が大原盆地から、その支流である麓川が麓盆地からそれぞれ西に流れ、町境付近で合流し根占町（現在の南大隅町根占地域）へ下る。町内に39ある集落のほとんどは両河川沿いにあり、台地上にある集落はわずかにすぎない。
集落圏はおおむね麓・川原・大原に三分され、小学校区では田代（麓・川原）・大原に二分される。大原地区は桜島の大正大噴火（1914年）や、終戦による引き揚げ（1946年）に伴って移住した人たちによって開拓された地区である。
交通網としては東西軸に国道448号、南北軸に主要地方道の鹿屋吾平佐多線（県道68号）が通り、各集落を町道などで結んでいる。

### 気候
田代町は日本国内では温暖多雨な地域にあたるが、周囲を山に囲まれた盆地という地形から寒暖の差が大きく、平均気温も周辺の海岸沿いの地域と比較して2℃ほど低い。年平均気温は16.4℃（1994年から2003年まで）、年降水量は約2500mmである。

### 隣接自治体
北から時計回りに大根占町（現在は錦江町）、内之浦町（現在は肝付町）、佐多町・根占町（現在は南大隅町）と隣接していた。

### 人口
1955年の国勢調査時には人口7,603人を記録していたが、その後は過疎化・少子高齢化により減少の一途を続け、2000年の国勢調査時には3,410人（1955年の45%）となった。

## 歴史

### 先史
田代町域には縄文時代から弥生時代、古墳時代にかけての遺跡が複数存在し、この時代から集落が存在したことが推定されている。

### 禰寝院
平安時代から室町時代までは、大根占町・根占町・佐多町と合わせて禰寝院と称されていた。このうち田代、根占、佐多を特に禰寝院南俣と呼ぶ。
平安時代中期の治暦5年（1069年）に「藤原頼光が三男頼貞に田代、志天利、佐多の三村を与えた」（志天利は根占の意）という内容の文書があり、この時点で地名として「田代」が存在した。建久8年（1197年）の『大隅国図田帳』では禰寝院南俣は大隅正八幡宮（鹿児島神宮）領と記されているが、この時期に菱刈氏と禰寝氏との間で地頭職を巡って争いが起こっている。
鎌倉時代中期ごろより田代氏が、田代町域に相当する地域を領していたが、文明8年（1476年）に領地が禰寝氏に併合され、禰寝院は禰寝氏が領することとなった。天正元年（1573年）に禰寝氏は島津氏配下の武将となり、文禄4年（1595年）に薩摩国日置郡吉利（現在の日置市日吉町吉利）に移封され、禰寝院は島津氏の直轄領となる。

### 田代郷（島津氏による支配）
1595年に田代町域が島津氏の直轄領となり、薩摩藩の外城として田代郷がおかれた。田代郷は大隅郡に属しており、郷内には麓村と川原村の2村があった。田代郷の行政を執り行う地頭仮屋（地頭館）は大根田公民館の場所におかれた。これが田代町の前身となる。

### 田代村（明治時代から町制施行前）
1871年の廃藩置県により旧薩摩藩は鹿児島県となるが、同年11月（旧暦）の統廃合で田代町域は都城県の一部となり、1873年1月15日に都城県の廃止（初代宮崎県の設置）に伴って再び鹿児島県に編入された。田代郷は垂水（現在の垂水市街地、一時期は大根占）郡役所の管轄にあったが、1887年に郡役所が鹿屋（現在の鹿屋市街地）に移転した。これに伴って大隅郡が分割され、田代郷は南大隅郡の所属となっている（南大隅郡は1897年に肝属郡に統合）。
1889年4月1日に町村制が実施され、田代郷内の麓村・川原村が合併する形で南大隅郡田代村が発足する。1888年時点の人口は1,947人、戸数は415戸であった。村役場は藩政時代の地頭仮屋跡地におかれていたが、1902年と1913年、1931年にそれぞれ移転している。1931年竣工の庁舎は、1949年11月4日に火災で焼失し、1950年7月に改めて竣工した。
1950年4月1日に根占町の猪鹿倉（いがくら）集落を大字川原に編入する。猪鹿倉集落は1948年より田代村の農業協同組合に参加し、小学校・中学校も田代村の学校へ通学していた。1950年代の昭和の大合併では適正規模とされる人口12,000人を下回っていたことから、鹿児島県が大根占町・根占町との合併案を示したが、田代村側は反対の意向を示し見送られている。

### 田代町（町制施行後）

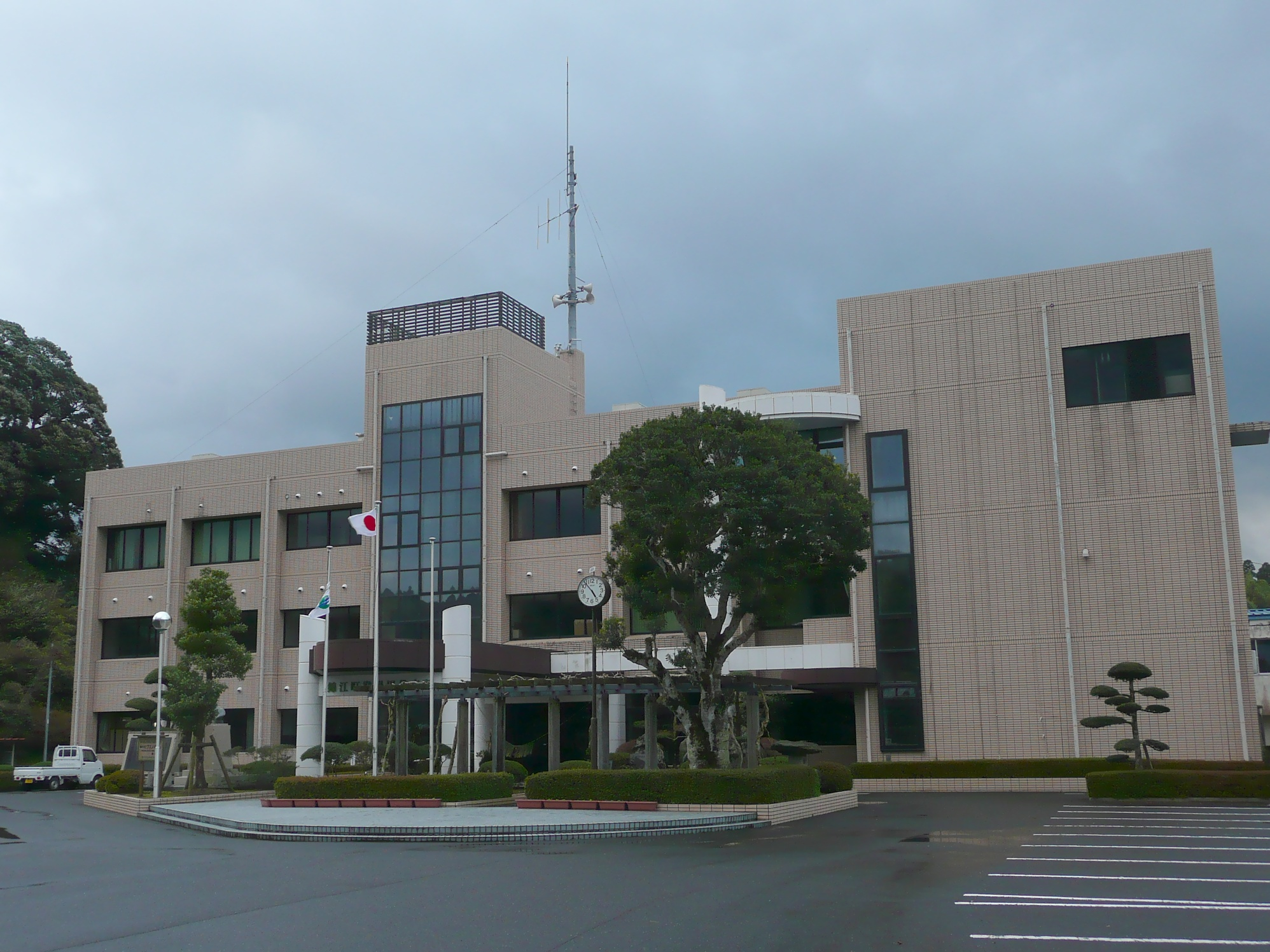
1991年竣工の庁舎（錦江町役場田代支所として2009年撮影）

1961年4月1日に町制を施行した。大隅半島では最後の町制施行であり、田代町の町制施行により大隅半島から村がなくなった。
1955年の人口は7,603人を記録していた。しかし、1960年代より過疎化・少子高齢化の傾向が顕著にみられるようになり、1970年には5,602人（1955年の74%）に減少し、1971年には過疎地域に指定された。田代町は鹿児島県とともに過疎対策を講じてきたが、減少傾向に歯止めを掛けることはできず、2000年の国勢調査時には3,410人（1955年の45%）となった。
1950年に竣工した町役場の老朽化が進んだことから田代町は建て替えを決定、1991年9月17日に鉄筋コンクリート3階建ての新庁舎が開庁した。市町村合併後は錦江町役場田代支所が置かれている。

### 閉町（大根占町との合併）
平成の大合併の流れに従って、2003年1月22日に南隅地域の四町（田代町・大根占町・根占町・佐多町）で南隅地域任意合併協議会を、同年6月22日には法定合併協議会である南隅地域合併協議会を改めて設立した。しかし大根占町の住民から新町への不安や、住民の負担増が懸念され、四町による合併案は破談となった。なお、根占町と佐多町は2005年3月31日に合併し南大隅町となった。
大根占町は田代町との二町合併を推進する立場を採り、田代町はこれに従う形となった。2004年8月10日に大根占町・田代町合併協議会を設置、同年10月29日に合併調印式を行った。2005年3月22日に新町「錦江町」が発足し、田代町としての歴史に幕を下ろした。「田代」の名称は、従来の大字に冠する形で残されることとなった（田代町麓→錦江町田代麓、田代町川原→錦江町田代川原）。

## 町のシンボル
1973年5月1日に町花としてやまふじ、町木としてやまももが、1975年3月14日には町章が、1979年1月1日には町民憲章がそれぞれ制定された。やまふじは錦江町の町花でもある。
1996年にはカブトムシをモチーフとしたイメージキャラクターが設定され、1997年1月に「でんしろう」と名付けられた。市町村合併後も錦江町のイメージキャラクターとして活躍している。

## 姉妹町
1969年6月7日に鹿児島県の最南端に位置する与論町と姉妹盟約が締結された。これは与論町（与論島）民が1946年に満州から引き揚げ、田代村に改めて入植し盤山集落を開拓したことに由来する。市町村合併後の2006年6月7日には、改めて錦江町と与論町との間で姉妹盟約を締結している。

## 産業
田代町の基幹産業は農林業である。2000年の国勢調査によると、就業率は第一次産業が39.7%、第二次産業が23.3%、第三次産業が37.0%となっている。しかし、1985年の第一次産業の就業率は50%を超えており、減少傾向にあることがうかがえる。
農業協同組合については1948年5月1日に田代村農業協同組合として発足、1974年3月1日に周辺の大根占・根占・佐多農協と合併しなんぐう農業協同組合となり、1993年3月1日には鹿屋市・垂水市・串良町・東串良町・内之浦町の各農協と合併し、現在の鹿児島きもつき農業協同組合（JA鹿児島きもつき）となった。2003年5月以降、JA鹿児島きもつきが田代町の指定金融機関となっていた。

### 商工業
2003年度においては町内に145の商工業者があり、そのうち135が小規模事業者であった。田代町においては麓地区を中心に商業地域が形成されており、1962年3月31日には田代町商工会が設立された。市町村合併後の2010年4月には錦江町商工会が改めて発足している。スーパーマーケットとしては1989年3月11日から2004年5月末までAコープ田代店があった。

## 教育
田代町内には麓地区・川原地区に田代小学校・田代中学校、大原地区に大原小学校・大原中学校が置かれていた。
田代小学校は1872年に田代郷の地頭仮屋に「都城県第七十二郷校」として設置され、1876年に勝尾小学校、1887年に田代尋常小学校とそれぞれ改称された。1888年に川原地区にあった富尾小学校（1876年設置）を統合した。1922年9月から1965年3月末までにかけて花瀬分校が設置されていた。2004年度の児童数は158名である。
大原小学校は1887年に簡易小学校として発足、1894年1月に田代小学校の分校に降格したが、1915年4月に再独立した。1947年4月30日から1958年3月末にかけて内之牧分校が設置されていた。2004年度の児童数は25名である。
田代中学校は1947年に設立された。2004年度の生徒数は89名である。大原中学校は1947年に田代中学校大原分校として設置され、1955年に大原中学校として独立した。2004年度の生徒数は16名であった。なお、両中学校は2005年に統合され、新たに錦江町立田代中学校として発足した。

### 南大隅高等学校田代分校（閉校）
1948年に鹿児島県立根占高等学校の田代分校が設置され、1954年に田代村立田代高等学校として独立。農業科と家政科を設置していた。1970年に鹿児島県立南大隅高等学校田代分校となり、農業科・家政科に代わり、普通科が設置された。1987年3月末をもって閉校。跡地には民間企業が進出している。

## 交通

### 道路
#地理で説明したように、東西軸に国道448号、南北軸に主要地方道の鹿屋吾平佐多線が通る。国道448号は大根占町・内之浦町方面に、鹿屋吾平佐多線は鹿屋市・佐多町方面に繋がる。町道は116本・総延長100.118 km、農道は79本・総延長49.397 kmが通っており、集落間を結んでいる。

### バス
田代町域にバス路線が開設されたのは、1923年から1925年にかけてのことである。当初は大根占自動車と南統自動車の2社があり、1933年に合併し錦江自動車となるが、戦時統合により1942年12月に大隅半島最大手であった三州自動車（現在のいわさきグループ）に併合された。運行業者名はその後鹿児島交通、大隅交通ネットワークを経て、2010年12月より再び三州自動車（1943年とは別会社）に復している。